# Jacopo Ruffini
Pour les articles homonymes, voir Ruffini.
Jacopo Ruffini (né le 22 juin 1805 à Gênes et mort le 19 juin 1833 dans la même ville) était un patriote italien du Risorgimento, appartenant, comme son frère Giovanni, à la Jeune Italie de Giuseppe Mazzini.

## Biographie
Né le même jour que Mazzini, Jacopo Ruffini était le quatrième fils de Bernardo Ruffini, originaire de Finale Marina (it) (Finale Ligure), un ardent monarchiste et d'Eleanora Curlo, appartenant à une famille noble de Taggia. Il a vu le jour dans la zone du port de Gênes qui s'étend autour de l'antique Strada Dritta al Molo (aujourd'hui Via delle Grazie).
Il passe ses années d'enfance auprès d'un oncle, prêtre à Taggia, mais il a toutefois fréquenté le collège royal de la Santissima Annunziata à Gênes. En 1819 il commence à travailler dans une étude notariale et est diplômé en droit à vingt ans. A Gênes, il obtient le poste de vice-président du tribunal de préfecture.
Mécontent de cette activité, il décide de s'inscrire à la faculté de médecine, où il est diplômé en 1830 sous la direction de Giacomo Mazzini, le père de Giuseppe. Il fréquente les Mazzini, qui le convainquent d'adhérer, en 1829, au mouvement Carbonari.
Ami de l'armateur Raffaele Rubattino et du poète Gian Carlo Di Negro, il peut poursuivre ses activités conspiratrices au sein des mouvements patriotiques tout en continuant son travail d'assistant à l'hôpital Pammatone. Il se rend fréquemment dans la zone frontalière avec la France pour organiser les hommes et les moyens.

### La mort en prison
Jacopo Ruffini s'est suicidé en prison où il était gardé au secret dans la Torre Grimaldina du Palais ducal, en tant que participant à l'insurrection de Gênes et d'Alexandrie de juin 1833. Arrêté dans la nuit du 13 au 14 mai, il a été soumis pendant un mois à des interrogatoires et à la torture dans une vaine tentative pour lui faire avouer les noms de ses compagnons patriotes.
Selon des études récentes, son arrestation a eu lieu à la suite de la dénonciation de deux fourriers d'infanterie, Sebastiano Sacco et Lodovico Turffs. Dans un premier temps, on avait cru qu'il avait été trahi par son ami et collègue médecin Giambattista Castagnino. La thèse du suicide n'a pas convaincu tous les historiens : Ruffini, qui fut retrouvé avec la gorge tranchée et sans vie après avoir perdu beaucoup de sang, était en fait destiné à être pendu ; on considère que si la peine de mort avait été exécutée, les émeutes auraient pu prendre encore plus de force. D'où l'hypothèse d'un assassinat déguisé en suicide.

## Source
- (it) Cet article est partiellement ou en totalité issu de l’article de Wikipédia en italien intitulé « Jacopo Ruffini » (voir la liste des auteurs).